# Geert Morlion
Monseigneur Geert Morlion (22 mei 1954, Poperinge) is een Belgische rooms-katholieke priester en theoloog. Sinds 1 januari 2025 dient hij als rector van het Belgisch Pauselijk College in Rome.

## Biografie
Morlion werd op 23 juli 1978 tot priester gewijd in Pollinkhove. Hij behaalde een baccalaureaat in theologie aan de Katholieke Universiteit Leuven en een licentie in catechetische wetenschappen aan de Pauselijke Salesiaanse Universiteit in Rome.
Zijn loopbaan begon in 1980 als leraar aan het Sint-Jozefsinstituut in Torhout. In 1993 werd hij begeleider van de theologieafdeling van het Centrum voor Priesteropleiding op Rijpere Leeftijd (CPRL) in Antwerpen. Vier jaar later, in 1997, trad hij toe als professor pastoraaltheologie en homiletiek aan het Grootseminarie van Brugge. Daarnaast was hij vanaf 2002 diocesaan verantwoordelijke voor het permanent diaconaat.
In 2011 werd Morlion benoemd tot deken van het decanaat Kortrijk en pastoor van de federatie Kortrijk Groeninge. Op 13 september 2024 werd aangekondigd dat Morlion, op voordracht van de bisschoppenconferentie van België, per 1 januari 2025 de functie van rector van het Belgisch College in Rome zou overnemen van monseigneur Dirk Smet.
Morlion zetelt sindsdien ook in de kerkelijke raad bij de Belgische ambassade bij de Heilige Stoel.

## Persoonlijk leven
Morlion is broer van Lode Morlion, gewezen burgemeester van Lo-Reninge.